# Глухий ретрофлексний африкат
Глухий ретрофлексний африкат — приголосний звук, що існує в деяких мовах. У Міжнародному фонетичному алфавіті записується як ⟨ʈ͡ʂ⟩ (раніше — ⟨tʂ⟩). Твердий шиплячий приголосний, африкат. В українській мові цей звук передається на письмі літерою ч.[джерело?] Найтвердіший у ряду шиплячих африкатів /t͡ɕ/—/t͡ʃ/—/ʈ͡ʂ/.
Деякі науковці для позначення цього звуку використовують символ глухого заясенного африката — /t͡ʃ/. В таких випадках, власне глухий заясенний африкат записують як /t͡ʃʲ/.

## Назва
- Глуха ретрофлексна африката
- Глухий ретрофлексний африкат
- Глухий ретрофлексний зімкнено-щілинний приголосний.

## Властивості
Властивості глухого ретрофлексного африката:
- Тип фонації — глуха, тобто цей звук вимовляється без вібрації голосових зв'язок.
- Спосіб творення — сибілянтний африкат, тобто спочатку повітряний потік повністю перекривається, а потім скеровується по жолобку на спинці язика за місцем творення на гострий кінець зубів, що спричиняє високочастотну турбулентність.
- Місце творення — ретрофлексне, що прототипічно означає, що кінчик язика загинається вгору до твердого піднебіння.
- Це ротовий приголосний, тобто повітря виходить крізь рот.
- Це центральний приголосний, тобто повітря проходить над центральною частиною язика, а не по боках.
- Механізм передачі повітря — егресивний легеневий, тобто під час артикуляції повітря виштовхується крізь голосовий тракт з легенів, а не з гортані, чи з рота.

## Приклади
| Мова                 | Мова                 | Слово           | МФА           | Значення       | Примітки                                          |
| -------------------- | -------------------- | --------------- | ------------- | -------------- | ------------------------------------------------- |
| адигейська (діал.)   | адигейська (діал.)   | чъыгы           | [t͡ʂəɣə]       | дерево         |                                                   |
| астурійська (діал.)  | астурійська (діал.)  | ḷḷobu           | [ʈ͡ʂoβu]       | вовк           |                                                   |
| білоруська           | білоруська           | пачатак         | [paʈ͡ʂatak]    | початок        | Див. білоруська фонетика                          |
| китайська (мандарин) | китайська (мандарин) | 中文 / zhōngwén | [ʈ͡ʂʊŋ˥ u̯ən˧˥] | китайська мова | Див. китайська фонетика                           |
| кечуа                | кечуа                | ch'upa          | [ʈ͡ʂupə]       | хвіст          |                                                   |
| носу                 | носу                 | ꍈ /zha         | [ʈ͡ʂa˧]        | трошки         |                                                   |
| польська             | польська             | czas            | [ˈʈ͡ʂäs̪]       | час            | Часто записується як /t͡ʃ/. Див. польська фонетика |
| польська (діал.)     | польська (діал.)     | cena            | [ˈʈ͡ʂɛn̪ä]      | ціна           | поєднання /ʈ͡ʂ/ і/t͡s/ у [t̪͡s̪] в куявських діалектах |
| сербська             | сербська             | чоколада        | [ʈ͡ʂo̞ko̞ˈɫǎ̠ːd̪a̠] | шоколад        | Див. сербська фонетика                            |
| словацька            | словацька            | čakať           | [ˈʈ͡ʂakat]     | чекати         |                                                   |
| українська           | українська           | чотири          | [ʈ͡ʂo̞ˈtɪrɪ]    | —              | Див. Українська фонетика                          |